# Lijst van burgemeesters van Zwevezele
Dit is de lijst van burgemeesters van Zwevezele, een voormalige gemeente in de Belgische provincie West-Vlaanderen, tot de fusie met Wingene in 1977.

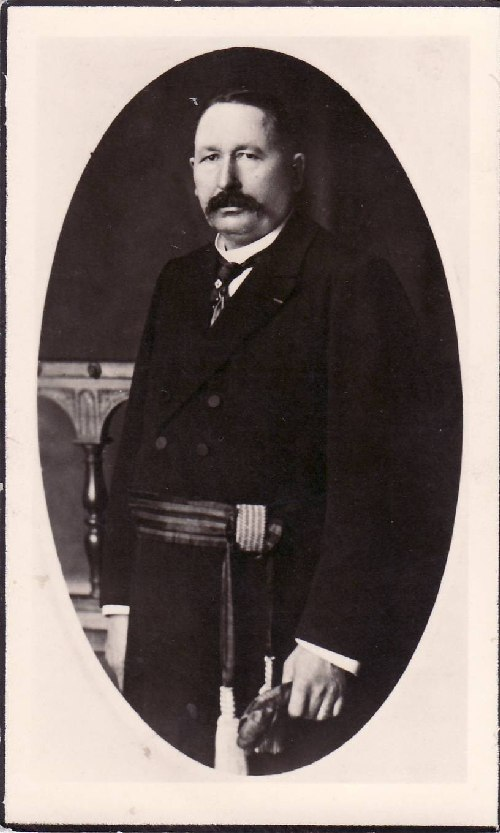
Désiré Spriet

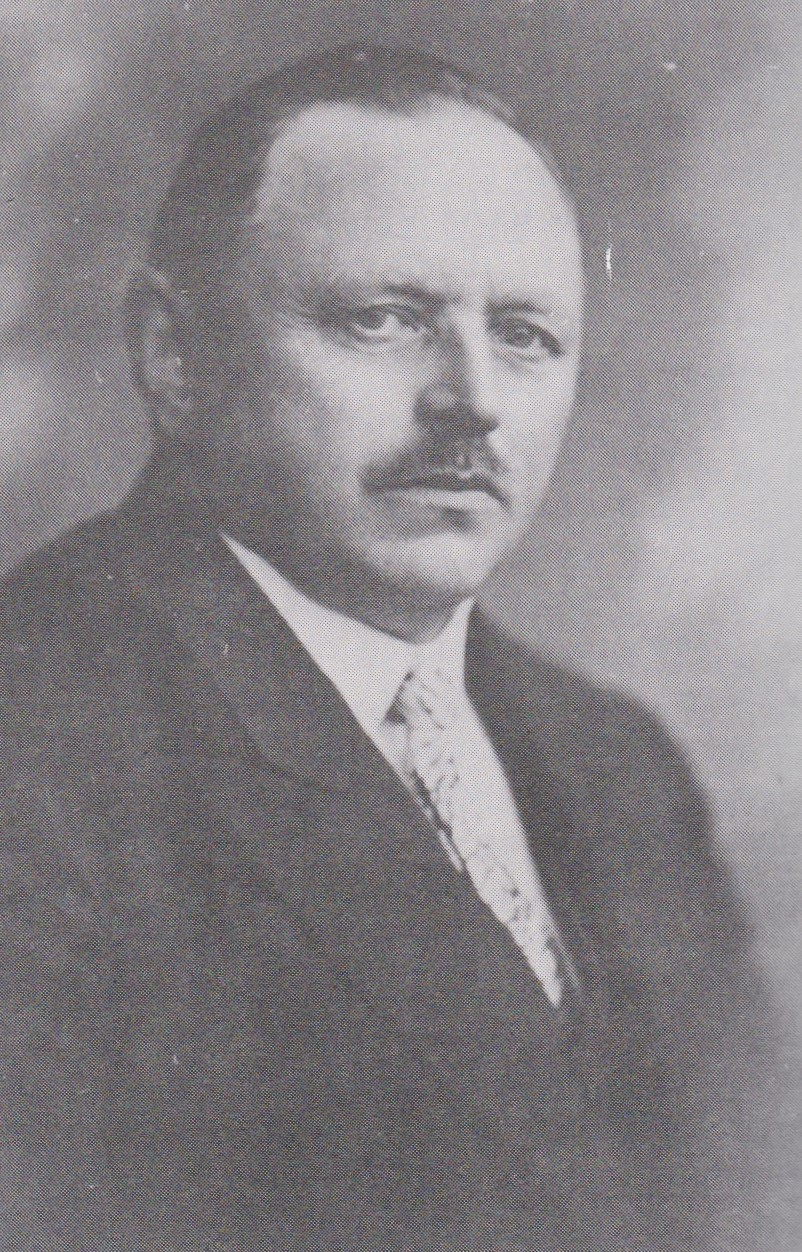
Emeric Maes

| Naam                                   | Begin termijn | Eind termijn                     |
| -------------------------------------- | ------------- | -------------------------------- |
| Laurent de Riemaecker                  | 1621          | ?                                |
| Pieter Raddée                          | ?             | +- 1800                          |
| Ferdinand Lodewijk Bousson             | ?             | 1805                             |
| Lodewijk Eugeen Vuylsteke              | 1805          | 1808                             |
| Pieter Dobbelaere                      | ?             | 1818                             |
| Jacobus Pecsteen                       | 1818          | 1826                             |
| Pieter Dobbelaere                      | ?             | ?                                |
| Marcus Dalle                           | 1840          | 1843                             |
| Joseph Désiré de Thibault de Boesinghe | 1843          | 1846                             |
| Adolf Amand Vuylsteke                  | 1-1-1847      | 1849 (verhuisd naar Sint-Denijs) |
| Henri Vuylsteke                        | 1-1-1850      | 23-3-1854 (overleden)            |
| Adolf Amand Vuylsteke                  | 1855          | 22-2-1880 (overleden)            |
| Ferdinand Van der Haege                | 11-6-1880     | 1896                             |
| Victor Pattyn                          | 1896          | 1901                             |
| Henri Jules Sengier                    | 1901          | 1904                             |
| Firmin de Thibault de Boesinghe        | 1904          | 1920                             |
| Henri Maes                             | 1920          | 1933                             |
| Désiré Spriet                          | 1933          | 1940                             |
| Emeric Maes                            | 1940          | 1944                             |
| Désiré Spriet                          | 1944          | 1945                             |
| Adhemar Ide                            | 1945          | 1947                             |
| Emeric Maes                            | 1947          | 1966                             |
| Roger Behaeghel                        | 1966          | 1976                             |